# Alcalde de San José
El Alcalde de San José es el cargo de administrador general y representante jurídico de la Municipalidad de San José, la capital de la República de Costa Rica y el municipio más grande y poblado del país. El cargo existe oficialmente desde la reforma municipal de 1998 como parte de los acuerdos bipartidistas del Pacto Figueres-Calderón. Antes de esto los municipios eran administrados por una figura similar a un gerente general designado por el Concejo Municipal y llamado Ejecutivo Municipal, pero tras la reforma esta figura desaparece y es sustituida por el alcalde de elección popular.
La persona que ejerció el cargo de Alcalde de San José por más tiempo fue Johnny Araya Monge, quien antes fue ejecutivo municipal durante varios periodos consecutivos y lo ejerció por 32 años ininterrumpidos (si se incluye el tiempo en que fue ejecutivo municipal) hasta su renuncia en julio de 2013 para dedicarse de lleno a su candidatura presidencial, siendo sustituido formalmente por la vicealcaldesa Sandra García Pérez para el resto del período que finalizaría en el 2016, para luego volver a asumir el cargo en las Elecciones municipales de San José de 2016 hasta el año 2024.
A partir del 2024, luego de 8 años desempeñándose como regidor de San José, Diego Miranda Méndez se convirtió en el Alcalde de San José, tras ganar las elecciones municipales de 2024 con un 24.36% de los votos emitidos. Diego Miranda es historiador de profesión y vecino de Zapote 

## Alcaldes
| Ejecutivo Municipal de San José | Ejecutivo Municipal de San José | Ejecutivo Municipal de San José | Ejecutivo Municipal de San José | Ejecutivo Municipal de San José | Ejecutivo Municipal de San José | Ejecutivo Municipal de San José | Ejecutivo Municipal de San José |
| Nombre                          | Nombre                          | Nombre                          | Periodo                         | Notas | Partido                         |                                 |                                 |
| ------------------------------- | ------------------------------- | ------------------------------- | ------------------------------- | --- | ------------------------------- | ------------------------------- | ------------------------------- |
|                                 |                                 | Matilde Marín Chinchilla        | 1970-1971                       | Gobernadora de la Provincia de San José, asumió el 8 de mayo de 1970 con recargo como Ejecutiva Municipal al aprobarse el Código Municipal de 1970, renuncia en enero de 1971.                                  | PLN                             |                                 |                                 |
|                                 |                                 | Vidal Quirós Berrocal           | 1971-1972                       | Sustituye a Marín | PLN                             |                                 |                                 |
|                                 |                                 | Matilde Marín Chinchilla        | 1972-1973                       | | PLN                             |                                 |                                 |
|                                 |                                 | Roberto Mora Gagini             | 1973-1974                       | Nombrado en la sesión 458 del 13 de agosto de 1973 del Concejo Municipal de San José para finalizar el período de Marín.                                                                                        | PLN                             |                                 |                                 |
|                                 |                                 | Johnny Ramírez Azofeifa         | 1974-1978                       | | PLN                             |                                 |                                 |
|                                 |                                 | Rolando Araya Monge             | 1978-1980                       | Renuncia para asumir cargo de ministro en el gobierno de su tío Luis Alberto Monge. | PLN                             |                                 |                                 |
|                                 |                                 | Johnny Ramírez Azofeifa         | 1980-1985                       | Elegido para sustituir a Araya, renuncia en 1985 para ser candidato a diputado. | PLN                             |                                 |                                 |
|                                 |                                 | Victorino Venegas Sibaja        | 1985-1990                       | | PLN                             |                                 |                                 |
|                                 |                                 | Omar Rojas Donato               | 1990-1991                       | Destituido por el Concejo Municipal, en su lugar se nombró a Johnny Araya. | PLN                             |                                 |                                 |
|                                 |                                 | Johnny Araya Monge              | 1991-1998                       | En 1998 el cargo de Ejecutivo Municipal desaparece ante la reforma al Código Municipal y es elegido primer alcalde de San José                                                                                  | PLN                             |                                 |                                 |
| Alcalde de San José             |                                 |                                 |                                 | |                                 |                                 |                                 |
|                                 |                                 | Johnny Araya Monge              | 1998-2013                       | Reelecto sucesivamente en 2002, 2006 y 2010. Renuncia en 2013 para ser candidato presidencial. | PLN                             |                                 |                                 |
|                                 |                                 | Sandra García Pérez             | 2013-2016                       | Vicealcaldesa, asume al renunciar Araya | PLN                             |                                 |                                 |
|                                 |                                 | Johnny Araya Monge              | 2016-2020                       | Se le reelige en las elecciones de 2016 con otro partido al estar temporalmente suspendido del PLN por una sanción del Tribunal de Ética al haber renunciado a su candidatura presidencial en la segunda ronda. | PASJ                            |                                 |                                 |
|                                 |                                 | Johnny Araya Monge              | 2020-2024                       | Se le reelige en las 2020, habiendo regresado al PLN. | PLN                             |                                 |                                 |
|                                 |                                 | Diego Miranda Méndez            | 2024-actualidad                 | Asume tras ganar las elecciones municipales de 2024 | JUNTOS                          |                                 |                                 |

## Línea del tiempo
La siguiente línea de tiempo describe la cronología de los alcaldes y su afiliación política al momento de asumir el cargo.